# Kost- og Ernæringsforbundet
Kost og Ernæringsforbundet er et dansk fagforbund, der organiserer følgende kost- og ernæringsfaglige grupper i Danmark (inklusive Færøerne og Grønland):
- Professionsbachelorer i ernæring og sundhed samt professionsbachelorstuderende i ernæring og sundhed
- Ernærings- og husholdningsøkonomer
- Økonomaer (herunder køkkenledere)
- Procesteknologer med speciale i fødevarer samt procesteknologstuderende
- Ernæringsassistenter (herunder køkkenassistenter) samt ernæringsassistentelever

Forbundet blev grundlagt i 1923 som Økonomaforeningen og skiftede navn til det nuværende i 2005 som følge af at medlemsskaren efterhånden omfattede mange andre faggrupper end økonomaer. Kost og Ernæringsforbundet er forbund for godt 8.500 ernæringsprofessionelle. Foreningens formand har siden 2004 været økonoma Ghita Parry.
Medlemmerne arbejder med ernæring, mad og måltider, sundhedsfremme og forebyggelse, vejledning og behandling, produktudvikling og fødevaresikkerhed. De tilbereder sund og nærende mad til unge og ældre, raske og syge i skoler og institutioner, hospitaler og ældrepleje -  for sundhed er en ret.
Kost og Ernæringsforbundet arbejder politisk og strategisk for at varetage professionens interesser, forhandler løn og arbejdsvilkår for medlemmerne samt tilbyder juridisk bistand og faglig sparring.
Kost og Ernæringsforbundet er medlem af Sundhedskartellet. Forbundet var medlem af FTF, men har siden 1. januar 2019 været medlem af FH.
Fagforeningen udgiver fagbladet Kost, Ernæring & Sundhed, som udkommer 11 gange om året.